# Vrbice (Nymburki járás)
Vrbice település Csehországban, a Nymburki járásban. Vrbice Vlkov pod Oškobrhem, Podmoky, Senice, Opočnice, Okřínek és Kolaje településekkel határos. Lakosainak száma 184 fő (2024. január 1.).

## Népesség
A település lakosságának változását az alábbi diagram mutatja:
| Lakosok száma | 300  | 597  | 497  | 337  | 235  | 184  | 165  | 178  | 180  | 184  |
|               | 1869 | 1890 | 1921 | 1950 | 1980 | 2001 | 2017 | 2019 | 2022 | 2024 |